# نادي سيتيزن
نادي سيتيزن (بالصينية:公民體育會) هو نادي هونغ كونغي رياضي. يلعب الفريق في دوري الدرجة الأولى في هونغ كونغ. وقد تأسس في عام 1968. يتخذ النادي ملعب مونغ كوك مكانا لمبارياته المحلية والدولية.

## وصلات خارجية
- () الموقع الرسمي